# Pogonatum lamellosum
Pogonatum lamellosum là một loài rêu trong họ Polytrichaceae. Loài này được James mô tả khoa học đầu tiên năm 1868.